# Jakob Horn af Rantzien
Jakob Fredrik Horn af Rantzien, född 7 september 1707 i Pommern, död i juli 1769 i Nyköping, var en svensk friherre och militär.

## Biografi
Jakob Horn var son till kapten Carl Johan Horn af Rantzien och Sofia Elisabeth von Steinwehr. Han blev volontär vid Jämtlands regemente 1720, förare vid Livgardet 1726, sergeant där samma år, fänrik 1729, löjtnant vid generalmajoren Per Adlerfelts värvade regemente 1730 och kapten där 1740. Horn blev överstelöjtnant och major vid volontärregementet i Karlskrona 1749. Han naturaliserades som svensk adelsman 1751 och introducerades på riddarhuset 1752. Horn blev överste i armén 1760 och var överste och chef för Nylands infanteriregemente 1762–1769. Han upphöjdes till friherre 1763, hans söner tog introduktion 1776, och 1763 befordrades han till generalmajor. Horn blev riddare av Svärdsorden 1748.